# Martinskirche (Neckartenzlingen)

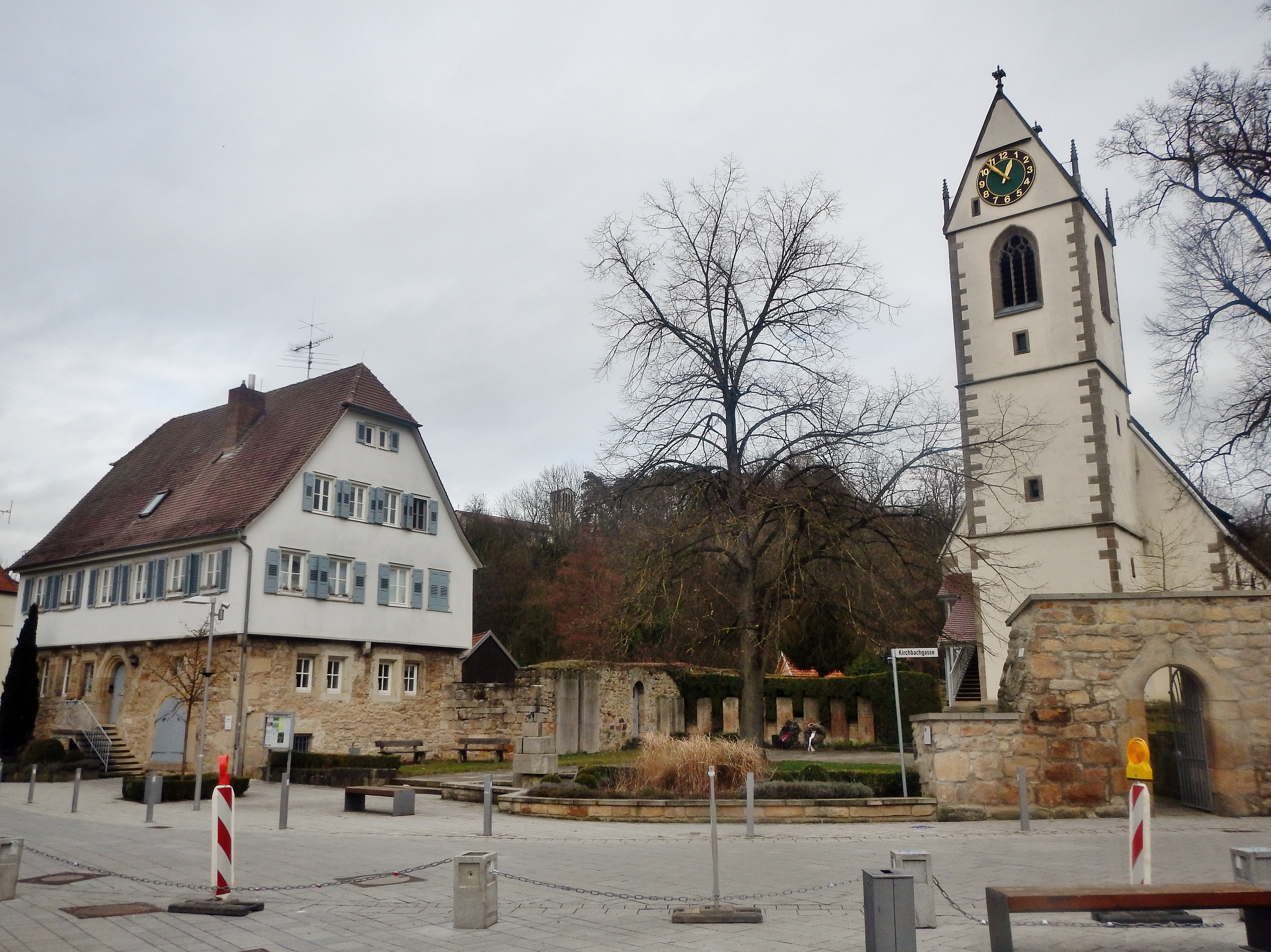
Martinskirche Neckartenzlingen

Die evangelische Martinskirche steht in Neckartenzlingen im Landkreis Esslingen in Baden-Württemberg. Die Kirchengemeinde gehört zum Kirchenbezirk Nürtingen der Evangelischen Landeskirche in Württemberg.

## Beschreibung
Im Konstanzer Zehntregister wird 1275 erstmals eine Kirche urkundlich erwähnt. Kirchenschiff und Chor des heutigen Gotteshauses wurden bis 1487 neu errichtet, die Fertigstellung des Kirchturms erfolgte erst 1518. Dies steht gesichert fest, seit 2012 durch dendrochronologische Untersuchungen festgestellt wurde, dass das Holz für den Dachstuhl des Langhauses aus der Winterfällung 1485/86 und das Holz für den Turm aus der Winterfällung 1517/18 stammt. Die als Rechtecksaal gebaute Kirche hat vor allem im Chorraum eine sehenswerte Ausstattung mit einem Netzrippengewölbe über Maskenkonsolen. Die Schlusssteine sind mit Bildern des Heiligen St. Martin und der Maria mit dem Jesuskind versehen.
1735 wurden drei hölzerne Emporen eingebaut und die Kassettendecke erneuert. 1863 erhielt die Kirche eine neue Orgel. 1928 wurde der Innenraum umgestaltet. 1963  erhielt der Chor drei von Rudolf Yelin geschaffenen Farbglasfenster. Die letzte große Restaurierung erfuhr die Kirche 1969, 2012 erfolgte eine umfassende Innenrenovierung.
Die Kirche diente von 1581 bis 1611 als Grablege der Familie Spengler von und zu Neckarburg. Im Chor sieht man die Epitaphien von Hans Jakob († 1581) und Maria Spengler († 1562) sowie ihrer Töchter Maria Jakobe, Maria Magdalene und Amalia Spengler.